# Otão I de Saboia
Otão I de Saboia (1010 — 19 de janeiro de 1057) foi Conde de Saboia, o terceiro conde e marquês de Turim, Itália. Também foi Conde de Maurienne.
Marquês de Susa ,1046, por direito da sua mulher, estendendo-se os seus territórios entre os Alpes e o rio Pó (incluindo Auriate, Turino, Ivrea e Aosta) e até ao Mediterrâneo entre Ventimiglia e Albenga, incluindo o controlo dos desfiladeiros alpinos de Mont-Cenis e Saint-Bernard.

## Relações Familiares
Foi filho de Humberto I de Saboia "O mãos brancas", Conde de Saboia e de Auxilia de Lenzburg, filha de Olderico Manfredo II de Turim (992 - 29 de outubro de 1034) e de Berta de Este (997 - 1037). Casou em 1046 com Adelaide de Susa (de quem foi o terceiro marido), herdeira de Turim, filha de Olderico Manfredo II de Turim, marquês de Turim, e de Berta de Este de quem teve:
1. Pedro I de Saboia (1048 - 9 de julho de 1078), casou-se com Inês da Aquitânia (c.1052 - depois de 18 de junho de 1089), filha de Guilherme VII da Aquitânia, (1023 - outono de 1058), Duque da Aquitânia e de Ermengarda.
2. Amadeu II de Saboia, casou-se com Jeanne de Genebra.
3. Otão de Saboia, bispo de Asti.
4. Berta de Saboia, casou-se com Henrique IV do Sacro Império Romano-Germânico
5. Adelaide de Turim, casou-se com Guido I de Albon e depois com Rodolfo da Suábia, Duque da Suábia, anti-rei.